# Maasbrug (N602)

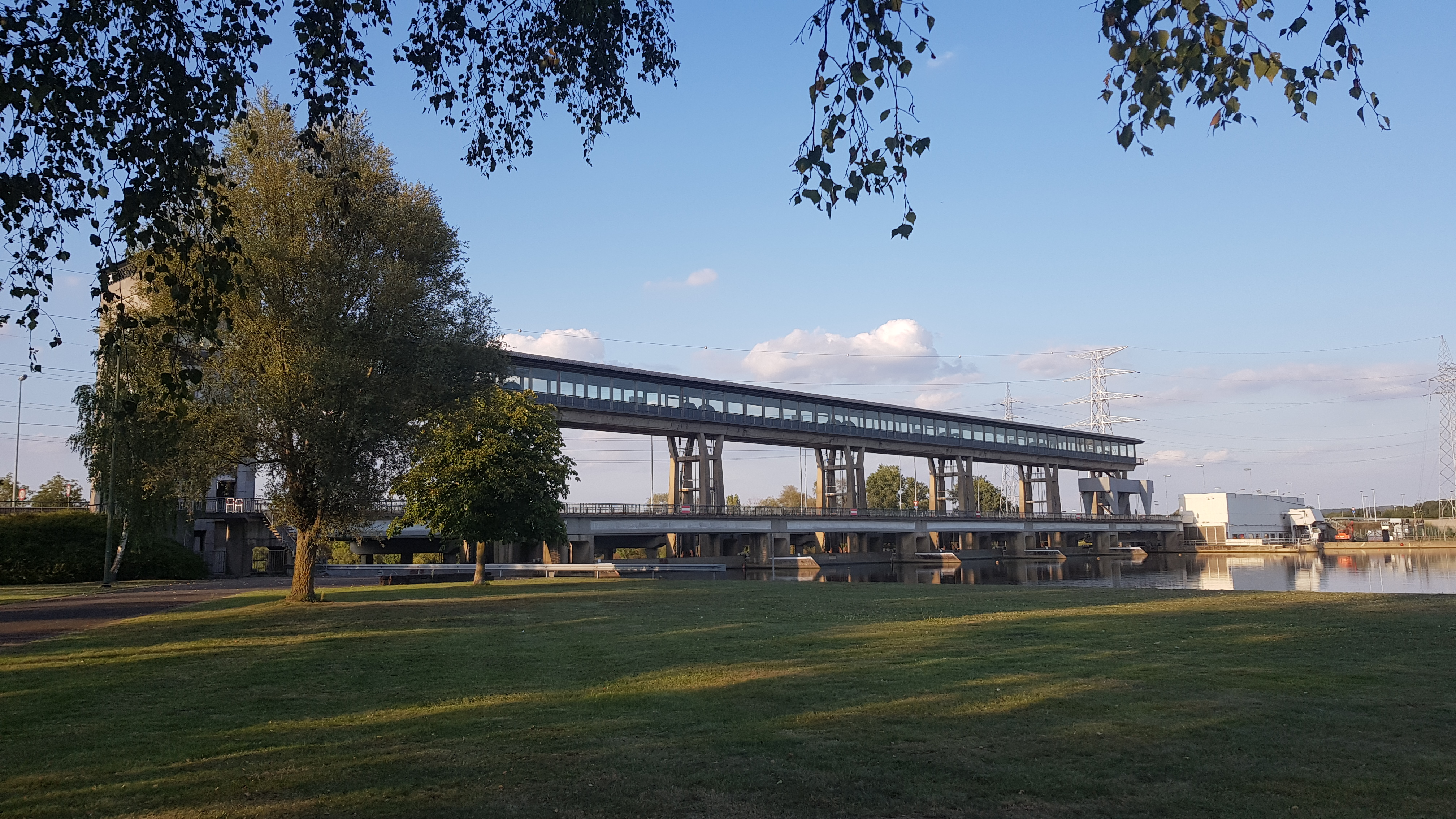
Maasbrug met stuw

De Maasbrug van de N602 (plaatselijk Rue des Cimentiers) is een verkeersbrug bij het Belgische dorp Lieze (gemeente Wezet) over de rivier de Maas. De weg heeft twee rijstroken de ene kant op en één rijstrook de andere kant op. Fietsers dienen op de rijbaan te rijden.
De brug over de Maas bij Lieze is gecombineerd met een stuw en waterkrachtcentrale.
De brug is een onderdeel van de N602, en sluit in het westen aan op de brug bij Lieze over het Albertkanaal.

## Spoorwegbrug
Ongeveer 700 meter zuidelijker van de verkeersbrug ligt de spoorwegbrug (Pont des Allemands) van spoorlijn 24.